# Patellapis microzonia
Patellapis microzonia är en biart som först beskrevs av Cockerell 1937.  Patellapis microzonia ingår i släktet Patellapis och familjen vägbin. Inga underarter finns listade i Catalogue of Life.